# Sąd Parysa (obraz Petera Paula Rubensa)

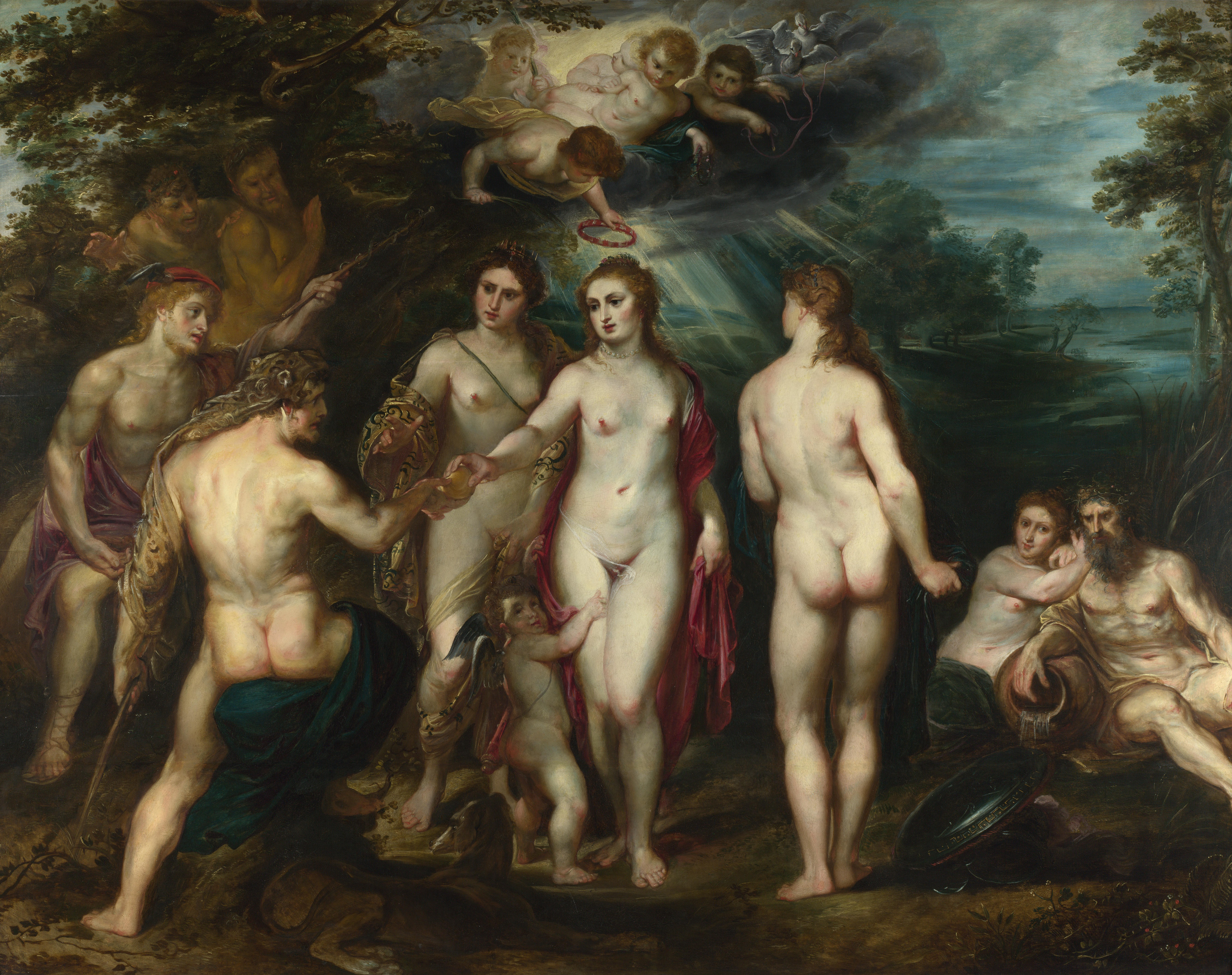
Najwcześniejsze dzieło Rubensa o tej tematyce z lat 1596–1599,
144,8 × 193,7 cm National Gallery w Londynie

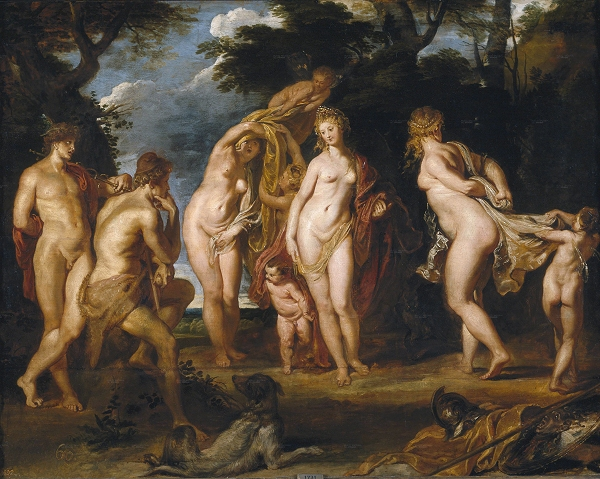
Sąd Parysa z 1605 roku

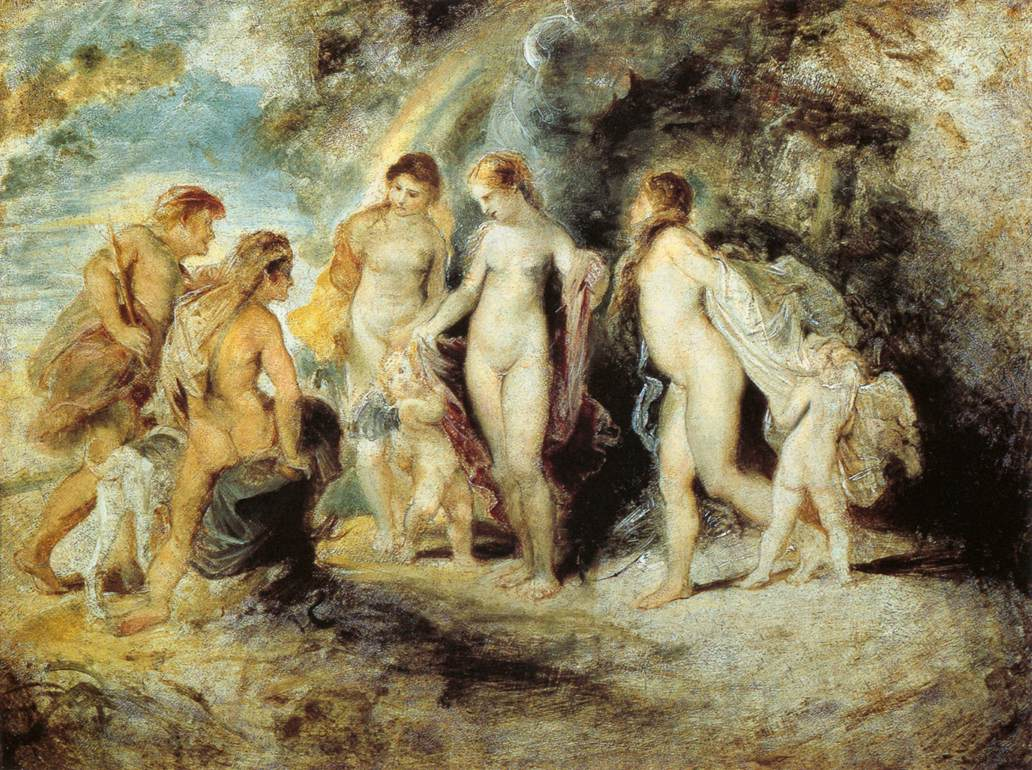
Sąd Parysa miedzioryt z 1606 roku
32,5 × 43,5 cm Akademia Sztuk Pięknych w Wiedniu

Sąd Parysa (niderl. Het oordeel van Paris) – obraz autorstwa flamandzkiego malarza Rubensa.

## Geneza
Na przestrzeni całej kariery artystycznej, Rubens wielokrotnie podejmował jeden z najbardziej znanych wątków mitologii greckiej, będący przyczyną wojny trojańskiej. Mit był opowiadany przez Homera, znalazł się w Metamorfozach Owidiusza oraz w jego innym dziele pt. Heroidy. O legendzie wspominały zapiski pochodzące z II w. p.n.e. oraz rzymski pisarz Hyginus w swoich Fabulae.

Według legendy, na ślub Peleusa i Tetydy, Zeus nie zaprosił bogini niezgody Eris. Ta, urażona, przybyła na wesele i zatrzymując się w bramie cisnęła do wnętrza jabłko mówiąc, iż należy się ono najpiękniejszej kobiecie. Każda z bogiń: Hera, Atena i Afrodyta przypisywały sobie tytuł najpiękniejszej. Ich spór nasilał się, aż Zeus nakazał im by udały się na górę Ida we Frygii, do Parysa, by ten dokonał wyboru. Przed Parysem boginie poczęły prezentować swe walory i składać obietnice:

Junona kusiła Parysa władzą nad światem i niezmierzonymi bogactwami. Minerwa obiecała mu mistrzostwo we władaniu orężem i kunszt w sztuce. Wenus zaś oznajmiła, że otrzyma rękę Heleny z Troi, najpiękniejszej kobiety na ziemi. Wybór Parysa padł na Wenus i tak oto zdobył on rękę Heleny (Hyginus Fabulae nr 92)

## Pierwsze wersje
Dla Rubensa, jak i wielu jemu współczesnych artystów, przedstawienie bogiń przed Parysem było w rzeczywistości okazją do ukazania aktu kobiecego. W dziełach Rubensa wyraźnie można zauważyć studium nagiej kobiety widocznej z każdej strony i w różnych pozycjach. Najwcześniejsze dzieło o tej tematyce znajduje się dziś w National Gallery w Londynie i datowane jest na lata 1596–1599. Postacie i kompozycja dzieła zdradzają jeszcze wpływy twórczości Caravaggia; zwłaszcza poza jaką przybrał Parys jest zbliżona do tej z dzieła włoskiego artysty pt. Powołanie świętego Mateusza. Wenus, widoczna w środku, odbiera nagrodę, a jej postać ma jeszcze płaskie kształty, tak mało charakterystyczne dla późniejszej twórczości artysty. Nad jej głową jeden z Kupidynów trzyma wieniec laurowy na znak zwycięstwa. Inny putto trzyma dwa gołębie, co prawdopodobnie odnosi się do przyrzeczenia ręki Heleny trojańskiej. Obok tyłem siedzącego Parysa, stoi Merkury, a dalej, w tle scenie przygląda się dwóch satyrów. Po lewej stronie na ziemi siedzi bóg wód i jego nimfa. Po 1605 roku powstała kolejna wersja Sądu Parysa. Na jej podstawie stworzył rok później miedzioryt, który można dziś obejrzeć w Akademii Sztuk Pięknych w Wiedniu.

## Wersja z 1635

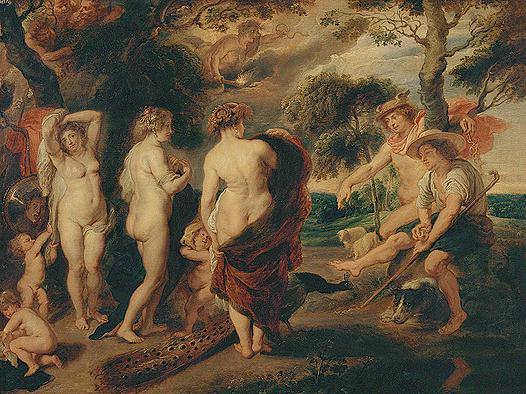
Sąd Parysa z ok. 1635
49 × 63 cm Galeria Obrazów Starych Mistrzów w Dreźnie

Do najbardziej popularnych wersji należą te z ostatnich lat twórczości Rubensa. Jego dojrzałość artystyczna widoczna jest w sposobie przedstawienia postaci, ich dynamiki gestów i kontrastu tła. Ma przestrzeni lat 1632–1635 powstała wersja, dziś będące w zbiorach National Gallery w Londynie. Obraz powstał na zamówienie francuskiego kardynała Richelieu. Zamawiający fascynował się aktami kobiecymi. Na pierwszym planie po lewej stronie widać trzy nagie kobiety. Do prezentacji wdzięków, według legendy namówił Merkury. Ich tożsamość można rozpoznać po ich atrybutach leżących wokoło. Po lewej stronie, przodem do widza, stoi Atena. Koło niej, oparte o drzewo jest tarcza z głową Meduzy, a pod nogami znajduje się zdjęta zbroja. Kobieta z prawej strony to Hera, na co wskazuje paw pod jej nogami. Ptak dziobie stopy Parysa, niezadowolony z werdyktu. Pośrodku stoi Afrodyta. Właśnie dowiedziała się o wyborze i nieśmiało stawia krok w stronę Parysa. Do jej sylwetki pozowała druga żona Rubensa Helena Foument, uznawana w ówczesnym czasie za najpiękniejszą kobietę w całej Antwerpii.
Po prawej stronie Rubens umieścił Parysa i Merkurego. Posłańca bogów można poznać po skrzydlatej czapce i kaduceuszu. Parys siedzi pod drzewem, w prawej ręce trzyma jabłko, które zaraz wręczy Afrodycie, a w lewej kij pasterski. Wbrew pochodzeniu bohatera (był księciem) Rubens przedstawił Parysa jako pasterza. Prawdopodobnie ma to związek z jego matką Hekabe, która miała proroczy sen, w którym urodziła pochodnię od której spłonęła Troja. Aisakos, interpretator snów, wyjaśnił, iż Hekabe urodzi syna przez którego nastąpi upadek Troi. By zapobiec wyroczni, rodzice za pośrednictwem Agelaosa, porzucili syna na górze Ida. Niemowlę nie umarło, zostało wykarmione przez niedźwiedzicę, a następnie wychowywane przez Agealosa na pasterza. Gdy chłopiec spełniał swoje obowiązki, pojawiły się boginie. Nad kobietami widoczna jest sylwetka bogini niezgody Eris. Była zapowiedzią przyszłych tragicznych wydarzeń. Obraz w 1844 roku zakupiła londyńskie National Gallery.
Być może preludium do powstania tej wersji obrazu było inne płótno, dziś znajdujące się w muzeum w Dreźnie. Na pierwszy rzut oka jest to identyczna scena jak na obrazie londyńskim. Jeden szczegół umieszcza obraz w odpowiedniej chronologii. Parys nie obdarowuje jabłkiem Afrodyty, nie dokonał jeszcze wyboru. Stojący obok niego posłaniec Merkury wykonuje wymowny gest w kierunku bogiń. Według legendy to on miał zasugerować by rozebrały się i pokazały swoje wdzięki. Na tym obrazie Rubens uchwytuje właśnie ten moment.

## Wersja z 1639

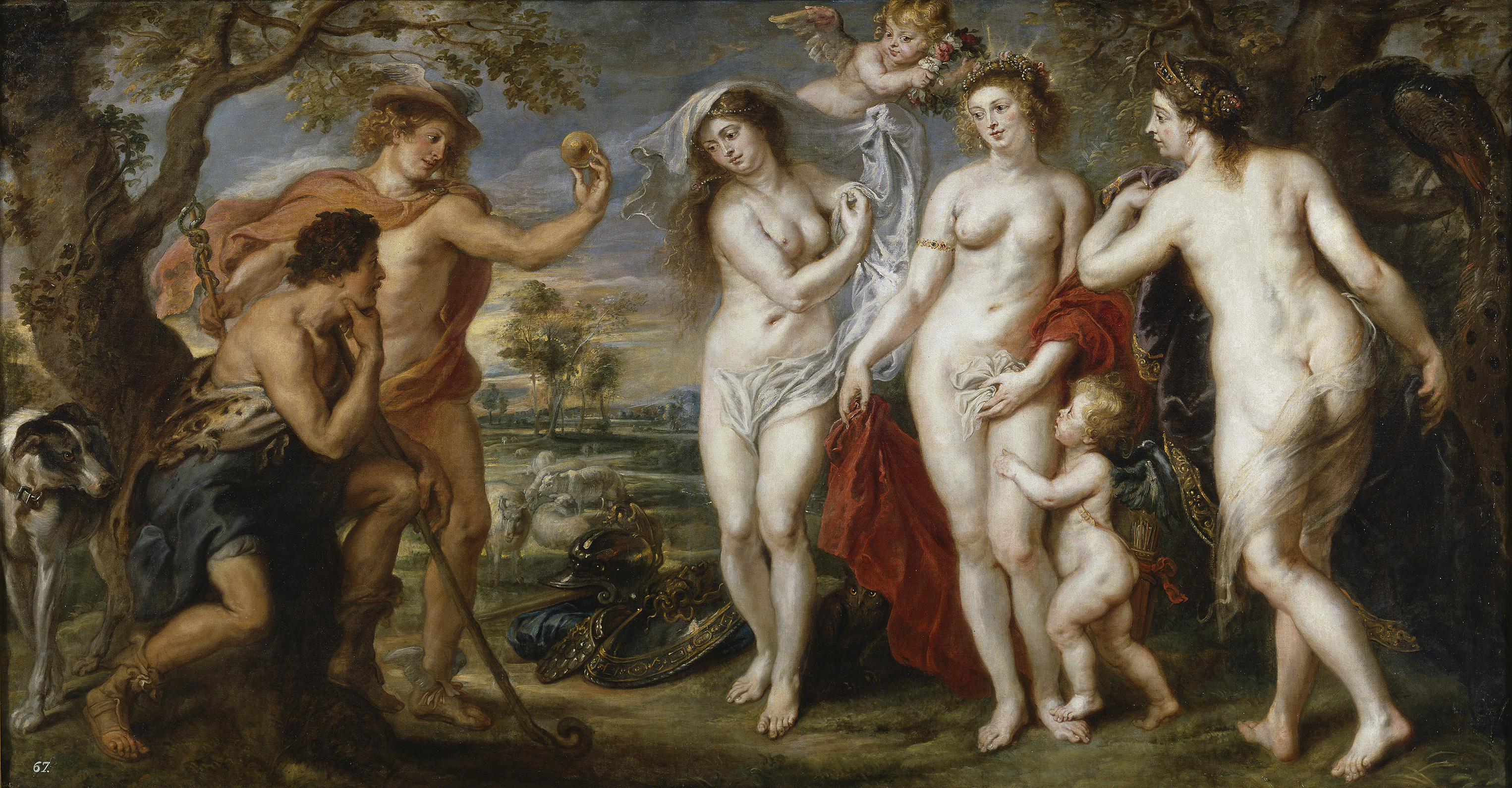
Sąd Parysa z ok. 1638-1639 199 × 281 cm Prado

Ostatnią znaną wersją Sądu Parysa jest dzieło namalowane w latach 1638–1639. Płótno powstało na zlecenie króla hiszpańskiego Filipa IV. Po jego śmierci obraz został przeniesiony do kolekcji królewskiej. W 1788 roku Karol III uznając dzieła za „nieskromne” nakazał je spalić. Na szczęście, zanim miało to nastąpić, król zmarł, a polecenia nie wykonano. Artysta przedstawił tu podobny układ postaci, ale w lustrzanym odbiciu. Trzy boginie stoją po prawej stronie, a Parys i Hermes po lewej. Rubens wybrał moment tuż przed rozstrzygnięciem sporu. Jabłko, nagroda dla najpiękniejszej, jest prezentowane przez Hermesa, a Parys wsparty na łokciu jeszcze się zastanawia. Trzy boginie nasuwają skojarzenie do dzieła Trzech gracji z 1638 roku. W 1639 roku Ferdynand Habsburg pisał do Filipa IV: 

Sąd Parysa jest skończony.... wszyscy malarze mówią iż jest to najlepsza praca jaka kiedykolwiek namalował Rubens ..ale jest jeden szkopuł...a mianowicie taki że wszystkie trzy boginie są nagie. Wenus...bardzo przypomina jego portretowaną żonę i bez wątpienia jest to najlepszy portret obecnie dostępny.(Antonio J. Onieva The new complete guide to the Prado Museum s.179)

 Obraz Sąd Parysa można obejrzeć w Muzeum Prado w sali 61 (syg.1669).
W trzech ostatnich dziełach Sąd Parysa rozgrywa się na tle rozległego krajobrazu. Sielankowa scena pasących się baranów i ciepłe barwy wprowadzają kontrastujący spokój do narracji dzieła.